# 608
608 (DCVIII) je bilo prestopno leto, ki se je po julijanskem koledarju začelo na ponedeljek.

## Dogodki
- 1. januar
- 15. september - Bonifacij IV. postane papež